# قیفک‌های مانگلیا
قیفک‌های مانگلیا (نام علمی: Mangeliidae) نام یک خانواده از بالاخانواده قیفک‌واران است.